# Найджел де Йонг
Найджел де Йонг (нід. Nigel de Jong, МФА: [ˈnɑjdʒəl də ˈjɔŋ]; нар. 30 листопада 1984, Амстердам) — нідерландський футболіст, півзахисник клубу «Галатасарай» та збірної Нідерландів.

## Досягнення
«Аякс»
- Чемпіон Нідерландів: 2003-04
- Володар кубка Нідерландів: 2005-06
- Володар суперкубка Нідерландів: 2005

«Манчестер Сіті»
- Чемпіон Англії: 2011-12
- Володар Кубка Англії: 2011-12
- Володар Суперкубка Англії: 2012

Нідерланди
- Віце-чемпіон світу: 2010
- Бронзовий призер чемпіонату світу: 2014

### Індивідуальні
- Талант року Амстердама: 2002